# Monika Staab
Monika Staab, född 9 januari 1959 i Dietzenbach, Tyskland (Västtyskland), är en fotbollsspelare och -tränare.
Staab spelade för flera större klubbar, men det är som tränare för 1. FFC Frankfurt som hon nått störst framgångar med seger i Uefa Women's Cup 2001/2002, samt fyra tyska mästerskap och fem cup-titlar. Hon har under 2000-arbetat för spridning av damfotboll och bland annat varit förbundskapten för flera landslag i mellanöstern.